# قطعنامه ۱۳۵۴ شورای امنیت
قطعنامه  ۱۳۵۴ شورای امنیت سازمان ملل متحد که در تاریخ ۱۵ ژوئن ۲۰۰۱ تصویب شد، سندی بین‌المللی دربارهٔ بررسی وضعیت در قبرس است. این قطعنامه طی نشست ۴۳۲۸ام با ۱۵ رای موافق، ۰ مخالف و ۰ ممتنع تصویب شد.